# Tramonti
Tramonti är en ort och kommun i provinsen Salerno i regionen Kampanien i Italien. Kommunen hade 4 122 invånare (2017).